# Мали диктатор
Мали диктатор (енгл. Big Daddy) је америчка комедија из 1999. у режији Дениса Дугана са Адамом Сандлером у главној улози.

## Радња филма
Тридесетдвогодшњи Сони Коуфакс је човек који целог живота избегава одговорност. Али, када га девојка напусти због старијег човека, он се нађе у ситуацији да докаже спремност да одрасте. Сони усваја петогодишњег Џулијана надајући се да ће тиме задивити своју бившу и показати јој да је напокон зрела личност. Али једном усвојено, дете више не може бити враћено. Сонију следује низ вратоломних заврзлама.

## Улоге
| Глумац             | Улога         |
| ------------------ | ------------- |
| Адам Сандлер       | Сони Коуфакс  |
| Џои Лорен Адамс    | Лејла         |
| Дилан и Кол Спраус | Џулијан       |
| Џон Стјуарт        | Кевин         |
| Ален Коверт        | Фил Д’Амато   |
| Роб Шнајдер        | разносач пица |
| Џош Мостел         | Артур Брукс   |
| Лесли Мен          | Корин         |
| Џонатан Лафран     | Мајк          |
| Питер Данте        | Томи Грејтон  |
| Кристи Свонсон     | Ванеса        |
| Џозеф Болоња       | Лени Коуфакс  |
| Стив Бусеми        | Бескућник     |